# Kisherend
Kisherend est un village et une commune du comitat de Baranya en Hongrie.

## Géographie
La localité est située à 14 km au sud-est de Pécs, entre le Mecsek et la vallée de la Drave.